# Le Joker mexicain
Le Joker mexicain (Mexican Joker en VO) est le premier épisode de la saison 23 de South Park, et le 298e de la série globale.
Le générique fait la blague d'un faux spin-off sur la série, blague qui continuera jusqu'à l'épisode Télévision par câble. Ce générique de la ferme Tégrité se répétera jusqu'à l'épisode Fin de saison.
Randy est furieux en apprenant que les habitants de South Park cultivent leur propre cannabis, pendant ce temps, Cartman trouve le moyen de redonner un sens à sa vie.

## Résumé
Randy Marsh dirige un groupe de touristes autour de sa Ferme Tégrité, montrant comment elle a grandi et s'est développée. Alors que Cartman se plaint à Stan des changements (réchauffement climatique, montées des eaux, Kyle), dans la ferme, Randy constate que ses commandes ont diminué. 
Lorsqu'il rend visite à Stephen pour lui livrer personnellement de la marijuana, il découvre que Stephen et d'autres à South Park ont commencé à cultiver leur propre marijuana, et Randy promet de prendre des mesures. Stan est forcé par Randy de plaider auprès du conseil municipal de South Park d'interdire les fermes privées de marijuana, mais le conseil rejette la suggestion et Randy est en colère au point de dénoncer complètement tout South Park.
Plus tard, Randy reçoit la visite de représentants de MedMenet, ils acceptent de travailler ensemble. Servietsky est contrarié par le fait que Randy ait décidé de vendre à des entreprises et de partir avec dégoût en traitant Randy de serviette.
Cartman est témoin d'un groupe d'agents de l'ICE arrêtant le travailleur hispanique de Stephen et le séparant de sa famille, et il est intrigué par l'idée que l'ICE a la capacité de séparer les familles apparemment à volonté via un renseignement anonyme. Cartman lance un appel menaçant à Kyle alors que les agents de l'ICE font une descente dans la maison des Broflovski et divisent la famille pendant que Cartman regarde joyeusement.
Quand Kyle arrive dans un centre de détention de l'ICE et que le personnel découvre qu'il est juif, ils se rendent compte qu'ils doivent faire sortir Kyle le plus tôt possible ou risquer d'être considérés comme antisémites. Alors que les agents de l'ICE s'excusent auprès de Kyle, il pose des questions sur le statut des autres enfants du camp et les avertit que le stress et l'anxiété sur les enfants pourraient conduire à la possibilité que l'un d'entre eux devienne un Joker mexicain et reviendra se venger. Les agents commencent à réagir de manière excessive à cela et se demandent quel enfant de leur camp est le Joker mexicain. Plus tard, un nouveau bus d'enfants arrive au camp, avec Cartman parmi eux.
Cartman se rend compte que le centre de détention peut rappeler à Kyle les camps de concentration nazis et prétend se sentir désolé pour ses actions, alors que Kyle élabore un plan pour que tout le monde s'échappe.
Une série d'explosions terroristes dans tout South Park détruit tous les champs de marijuana privés, un acte pour lequel la police soupçonne immédiatement le Joker mexicain. Kyle demande à tous les enfants du centre de détention de transformer leurs couvertures en papier d'aluminium en kippa pour les faire paraître juifs, dans le but de faire en sorte que les agents les libèrent tous, mais l'agent principal de l'ICE croyant qu'il vit un flashback sur l'origine du Joker mexicain, tire et tue les autres agents de l'ICE et s'enfuit dans la panique. Randy célèbre les ventes rétablies des produits de sa ferme, il demande à Sharon de la traiter de serviette, elle la traite de serviette et Randy l'insulte en disant qu'il est la meilleure serviette qu'elle ait jamais eu.